# Костюхін Євген Олексійович
Костюхін Євген Олексійович (23 лютого 1938, Верхня Салда, Свердловська область — 4 січня 2006, Санкт-Петербург) — російський етнограф, літературознавець, доктор філологічних наук (1988).

## Біографія
Освіту здобув на російському відділенні філологічного факультету Московського державного університету. Здійснивши кілька етнографічних експедицій, він стає фольклористом. В цих експедиціях поряд із Костюхіним брали участь й інші студенти-філологи, що пізніше стали визначними науковцями. Серед них Л. А. Астаф'єва, Броніслава Кербеліте, Ю. А. Новіков, Ю. І. Смірнов. Учителем московських фольклористів була у той час Померанцева Ерна Василівна — знавець російської народної казки, що й визначило спеціальний інтерес Костюхіна до народних казок.
Після університетської освіти закінчив аспірантуру Казахському педагогічному інституті імені Абая (1960—1963 роки). Згодом працював в педагогічному інституті міста Чимкента (1963—1966 роки), Казахському жіночому педагогічному інституті (1966—1968 роки), Казахському педагогічному інституті імені Абая (1968—1977 та 1980—1983 роки), в період 1977—1980 років викладав у педагогічному інституті міста Бидгощ, Польща.
Кандидатська дисертація, яку Костюхін захистив 1969 року, була присвячена фольклорно-літературній традиції про Александра Македонського. Після чого 1972 року опублікував свою першу книгу «Александр Македонский в литературной и фольклорной традиции», присвячену життю і діянням великого полководця, втілених в літературах різних народів Сходу і Заходу.
1983 року Євген Олексійович Костюхін переїхав в Ленінград. Викладав у Ленінградському державному педагогічному інституті імені Герцена (нині Російський державний педагогічний університет імені О. І. Герцена), спочатку обіймав посаду доцента, згодом професора. Читав курси переважно з російської словесності 18 століття до з теорії літератури. 1988 року захистив докторську дисертацію на тему «Типи і форми тваринного епоса». В червні 1989 року Костюхін став провідним науковим співробітником Інституту російської літератури РАН. В 1990-х роках написав кілька книжок, зокрема 1997 року «Народные русские сказки не для печати, заветные пословицы и поговорки, собранные и обработанные А. Н. Афанасьевым. 1857—1862».
Останні 6 років життя боровся із хворобою, проте не припиняв дослідницької роботи. Помер 4 січня 2006 року.

## Основні праці
- «Александр Македонский в литературной и фольклорной традиции», М., 1972;
- «Типы и формы животного эпоса», М., 1987;
- «Лекции по русскому фольклору», М., 2004.

Є. О. Костюхін підготував класичні збірки І. М. Снєгірьова («Русские народные пословицы и причты», М., 1999) та Д. М. Садовнікова («Сказки и предания Самарского края», СПб., 2003), а також антологію текстів про тварин у світовій традиційної словесності («Когда звери говорили: Триста семьдесят пять мифов, сказок, басен, анекдотов, легенд и преданий о животных», М.: Восточная литература, 2004).